# تومي هنتر (عازف كمان)
تومي هنتر (بالإنجليزية: Tommy Hunter)‏ هو عازف كمان ‏ أمريكي، ولد في 18 سبتمبر 1919، وتوفي في 20 أغسطس 1993.